# تشظي

عملية التشظي (اضغط على الصورة لمشاهدة الرسم المتحرك).

التشظي  هي عملية يتم فيها لفظ شظايا من مادة ما نتيجة التعرّض لصدمة أو جهد ميكانيكي.
إن مفهوم التشظي واسع ويمكن تحديده حسب السياق العلمي للعملية. في السياق الميكانيكي العام فهو العملية التي تحصل عند التقاء قذيفة مطلقة على مقذوف؛ وفي مجال الفيزياء والطاقة النووية فيقصد بالتشظي إصدار النواة لعدد كبير من النيوترونات كنتيجة لقذفها بجسيمات عالية الطاقة. أما في علم المواد فيتم التشظي عادة باستخدام الليزر، وعندها يتم التحدث عن التشظي بالليزر.
بالإضافة إلى ذلك يصادف مفهوم التشظي في علم الكواكب (أثر النيازك والمذنبات على سطح الكواكب) والجيولوجيا والتعدين (ملاحظة الصخور المتشظية على جدران منجم) وعلم الإنسان (أسلوب صناعة رؤوس الأسهم من الأحجار في العصر الحجري). كما يرد مفهوم التشظي للإشارة إلى بعثرة الموطن في بعض السياقات الأخرى.
يمتلك اندماج الحبس بالقصور الذاتي القدرة على إنتاج نيوترونات بأعداد كبيرة أكثر من التشظي. قد يكون هذا مفيدًا في التصوير الشعاعي النيوتروني والذي يمكن استخدامه لتحديد موقع ذرات الهيدروجين في الهياكل، وحل الحركة الحرارية الذرية ودراسة الإثارة الجماعية للفونونات بشكل أكثر فعالية من الأشعة السينية.

## التشظي النووي
التشظي النووي هو انقسام النواة الذرية إلى عدة اجزاء اصغر حجما وكتلة من النواة الأصلية. الأجزاء الصغيرة تسمى بالشظايا النووية، وقد تكون بروتون، أو نيوترون، أو ديوترون، أو تريتيوم، أو احد نضائر جسيمة ألفا، صعودا إلى نوى اكثر كتلة وحجما.
قد يحدث التشظي النووي نتيجة تأثير الأشعة الكونية بشكل طبيعي في الغلاف الجوي للأرض وعلى أسطح الأجسام في الفضاء مثل النيازك والقمر. وتظهر الأدلة على تشظي الأشعة الكونية (المعروفة أيضًا باسم "التحلل") على الأسطح الخارجية للأجسام وتوفر وسيلة لقياس طول فترة التعرض. كما أن تركيب الأشعة الكونية نفسها قد يشير أيضًا إلى أنها عانت من التشظي قبل وصولها إلى الأرض، لأن نسبة العناصر الخفيفة مثل الليثيوم والبورون والبريليوم فيها تتجاوز متوسط الوفرة الكونية؛ من الواضح أن هذه العناصر الموجودة في الأشعة الكونية قد تشكلت من تشظي الأكسجين والنيتروجين والكربون وربما السيليكون في مصادر الأشعة الكونية أو أثناء سفرها الطويل إلى هنا. تم اكتشاف النظائر الكونية للألمنيوم والبريليوم والكلور واليود والنيون، والتي تكونت نتيجة تشظي العناصر الأرضية تحت قصف الأشعة الكونية، على الأرض.
التشظي النووي هو إحدى العمليات التي يمكن من خلالها استخدام معجل الجسيمات لإنتاج حزمة من النيوترونات. يتم إطلاق شعاع جسيم يتكون من بروتونات عند حوالي 1 جيجا إلكترون فولت على هدف يتكون من الزئبق أو التنتالوم أو الرصاص أو أي معدن ثقيل آخر. يتم إثارة النوى المستهدفة وعند إزالة الإثارة، يتم طرد 20 إلى 30 نيوترونًا من كل نواة. على الرغم من أن هذه طريقة أكثر تكلفة بكثير لإنتاج حزم النيوترونات من طريقة التفاعل المتسلسل للانشطار النووي في مفاعل نووي، إلا أنها تتمتع بميزة إمكانية نبض الحزمة بسهولة نسبية. علاوة على ذلك فإن تكلفة الطاقة لنيوترون تشظي واحد أقل بست مرات من تكلفة النيوترون المكتسب عن طريق الانشطار النووي. وعلى النقيض من الانشطار النووي لا يمكن لنيوترونات التشظي أن تؤدي إلى مزيد من عمليات التشظي أو الانشطار لإنتاج المزيد من النيوترونات. لذلك لا يوجد تفاعل متسلسل مما يجعل العملية غير حرجة. تم بالفعل رصد تشظي الأشعة الكونية في ثلاثينيات القرن العشرين، ولكن الملاحظات الأولى من معجل الجسيمات حدثت في عام 1947، وقد صاغ الحائز على جائزة نوبل غلين تي سيبورج مصطلح "تشظي" في نفس العام.

## اقرأ أيضاً
- تشظية الأشعة الكونية